# Aleksander Bystry

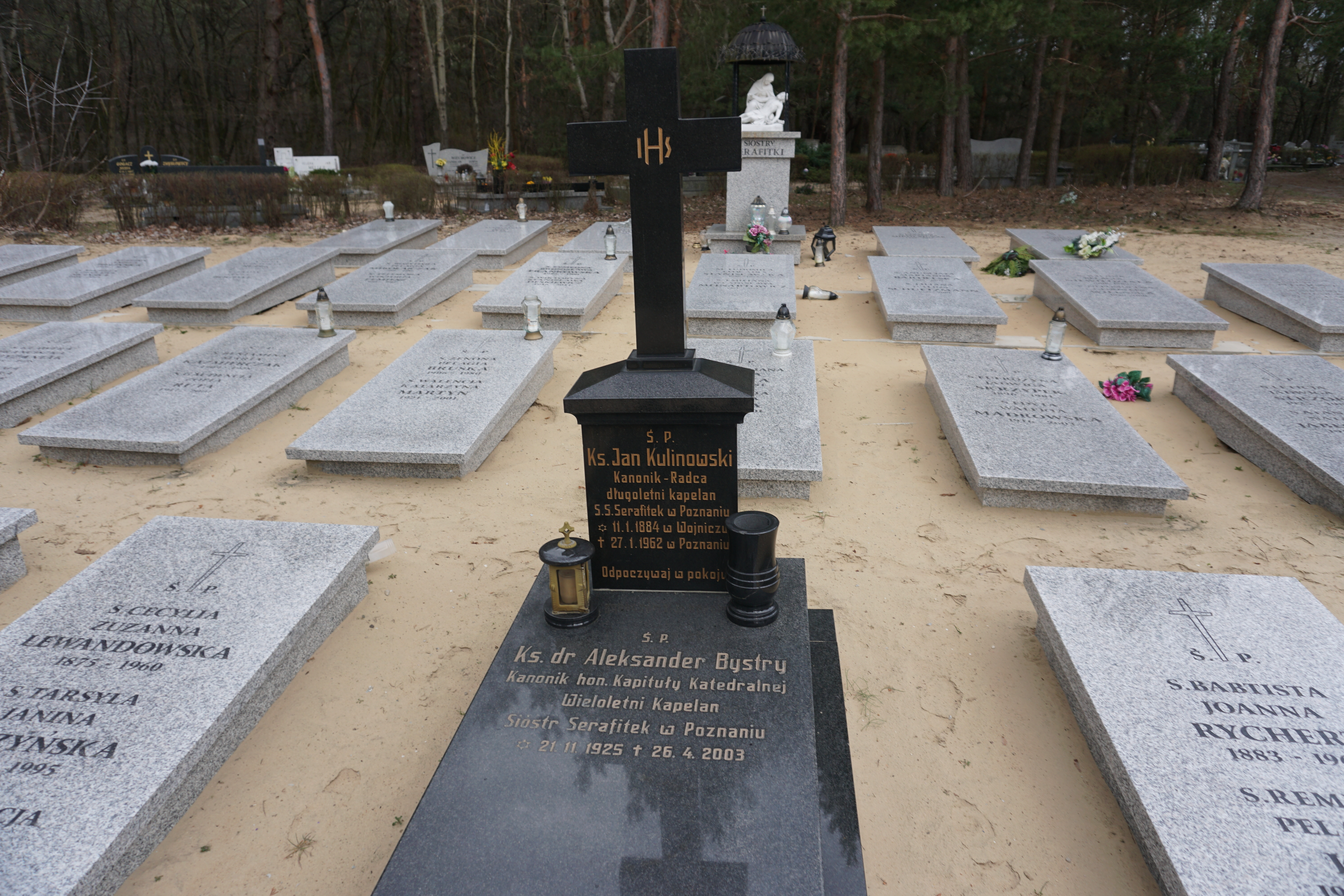
Grób księdza Aleksandra Bystrego na cmentarzu Miłostowo w Poznaniu

Aleksander Bystry (ur. 21 listopada 1925 w Tarnowie Podgórnym, zm. 26 kwietnia 2003 w Poznaniu) – polski naukowiec i ksiądz katolicki, kanonik, doktor teologii, profesor Papieskiego Wydziału Teologicznego w Poznaniu, publicysta katolicki, wieloletni kapelan sióstr serafitek.

## Życiorys

### Dzieciństwo i edukacja
Urodził się w 1925 w wielkopolskiej religijnej rodzinie, jako pierwsze z dwójki dzieci urzędnika pocztowego Stefana i Heleny (z d. Kajetaniak). W rodzinnym Tarnowie Podgórnym rozpoczął naukę w szkole powszechnej, a od 1934 r. kontynuował ją w Gnieźnie, dokąd przeprowadziła się jego rodzina w związku ze służbowym przeniesieniem ojca. Z tej samej przyczyny w 1937 Bystrzy przenieśli się do Poznania, gdzie Bystry rozpoczął naukę w Gimnazjum im. św. Marii Magdaleny. Dalszą edukację przerwał wybuch II wojny światowej.
W czasie okupacji niemieckiej zobowiązany przez Niemców do pracy, w latach 1940–1942, był chłopcem do posyłek w fabryce, w latach 1942–1944 pracownikiem biurowym w firmie konfekcyjnej, a następnie przez sześć miesięcy robotnikiem przy budowie fortyfikacji na wschodzie Wielkopolski.
Po zakończeniu wojny przeniósł się do Środy Wielkopolskiej, gdzie jego ojciec został naczelnikiem poczty ale naukę kontynuował w poznańskim Gimnazjum im. Karola Marcinkowskiego. Tam był kierownikiem kółka liturgicznego i sekretarzem Sodalicji Mariańskiej. W opinii wystawionej mu przez prefekta (katechetę) widnieje zapis o "głębokiej pobożności, częstym przystępowaniu do komunii i aktywnym udziale w życiu religijnym szkoły". W lutym 1947 zdał maturę.
Znał biegle języki: angielski, francuski, niemiecki i łaciński, w mniejszym stopniu miał znać włoski.

### Działalność kapłańska i naukowa
Po zdaniu matury Aleksander Bystry wstąpił do Seminarium Duchownego w Gnieźnie. W latach 1948–1952 studiował teologię w Poznaniu. 7 czerwca 1952 przyjął święcenia kapłańskie z rąk abpa Walentego Dymka i jako wikariusz został skierowany do Kępna, gdzie miał być katechetą. W 1953 księdza przeniesiono do Buku gdzie pełnił funkcję wikariusza przez dwa lata.
W 1955 został skierowany na specjalistyczne studia do Katolickiego Uniwersytetu Lubelskiego. W 1961 obronił rozprawę doktorską Obrona zgodności wiary z wiedzą w pismach ks. Mariana Morawskiego TJ, uzyskując tytuł doktora teologii i został wykładowcą teologii fundamentalnej, religioznawstwa oraz teologii dogmatycznej w Instytucie Teologii Fundamentalnej i Dogmatycznej poznańskiego Papieskiego Wydziału Teologicznego (obecnie Wydział Teologiczny UAM). Równolegle mianowany został kapelanem Domu Prowincjonalnego Sióstr Serafitek. Przez krótki czas wykładał gościnnie w Genewie. Miało to związek z przygotowywaną pracą habilitacyjną, do której gromadził materiały w trakcie pobytów naukowych we Francji, Niemczech i Szwajcarii.
Był wymagającym egzaminatorem, z tej przyczyny studenci nadali mu pseudonim "Krwawy Oleś", o czym Bystry dowiedział się i co zaakceptował.
Do jego zainteresowań naukowych należało religioznawstwo i od Soboru Watykańskiego II ekumenizm. W 1969 w Warszawie otrzymał misję kanoniczną na prowadzenie wykładów zleconych z zakresu teologii ekumenicznej w Akademii Teologii Katolickiej.
Równolegle był także publicystą m.in. Przewodnika Katolickiego (w którym od 1986 pełnił też funkcję asystenta kościelnego), Biblioteki Kaznodziejskiej i Kalendarza Liturgicznego. Przez pewien okres prowadził także serię popularnonaukowych wykładów na temat religioznawstwa i ekumenizmu w Radiu Emaus. W trakcie swojego kapłaństwa był przez kilka kadencji członkiem Referatu ds. Ekumenicznych oraz Archidiecezjalnej Komisji Nauki i Wiary. Przez trzy lata był też członkiem Komisji Ekumenicznej Episkopatu Polski, z czego zrezygnował przez upływem kadencji.
31 października 2002 na własny wniosek (z przyczyn zdrowotnych) został odwołany przez abpa Stanisława Gądeckiego z funkcji kapelana Domu Prowincjonalnego Sióstr Serafitek. W zamian za wieloletnią posługę i zasługi dla Serafitek (m.in. znaczący udział w procesie beatyfikacyjnym bł. s. Marii Sancji Janiny Szymkowiak), siostry zapewniły Bystremu dożywotnie mieszkanie i opiekę.
Zmarł tragicznie 26 kwietnia 2003. Pochowany został na poznańskim cmentarzu Miłostowo (pole 1, kwatera 24A).

## Wyróżnienia i nagrody
W 1996 za swoje zasługi nagrodzony został przez metropolitę poznańskiego arcybiskupa Juliusza Paetza godnością kanonika honorowego Kapituły Metropolitarnej przy bazylice archikatedralnej pw. św. św. Piotra i Pawła.

## Publikacje
- "Wiara a nauki przyrodnicze w ujęciu ks. Mariana Morawskiego", Kraków 1972 r.
- "Konferencje o nowych konstytucjach Zgromadzenia Sióstr Serafitek: 1881-1981", Poznań 1981 r.
- tłum. z niem.: Jorg Zink "Wyznanie Wiary"